# Анищенко, Калистрат Романович
Калистра́т Рома́нович Ани́щенко (литературный псевдоним — Онікей, К. Вінже) (укр. Калістра́т Рома́нович Ани́щенко; 14 (26) сентября 1885, с. Красное (Обуховский уезд Киевской губернии) (ныне Красное Первое Обуховский район Киевской области Украины) — 28 марта 1929, Харьков) — украинский советский писатель, журналист.

## Биография
В 1905 поступил в Казанское юнкерское училище, откуда в 1906 был исключён, как «политически неблагонадёжный». Сотрудничал с рядом петербургских, одесских и киевских газет и журналов.
Участник Первой мировой войны.
Был членом Союза крестьянских писателей на Украине «Плуг». Принимал активное участие в развитии коммунистической прессы (журнал «Червоний шлях», «Всесвіт» и др.).

## Творчество
Дебютировал с рассказами в 1905 году. Первый сборник рассказов — «Оповідання» (1918), о жизни и быте дореволюционного села.
В сборниках рассказов «Ткачихи» (1924), «Мироносицы» (1926), «Акулина», «Ночь в саду», «Служба божья», «Свидание», повести «Пирамиды пролетариата» (все — 1929) писатель отразил глубокие социально-политические процессы, которые происходили на селе, в рабочей среде в первые послеоктябрьские года. Многие рассказов имеют выразительную антимилитаристскую направленность.
Несколько его повестей посвящены юношеству («Пирамиды пролетариата», «Путешествия к Южному полюсу»).

## Избранные произведения
- Мед. Львів, 1974; Рус. перевод — Сверчок. М. — Л., 1924;
- Рассказы. М., 1925;
- Ночь в саду. М., 1926.